# Tessa Bremmer
Tessa Bremmer (* 5. Juli 1983 in Amstelveen, geborene Tessa Cocx) ist eine ehemalige niederländische Handballspielerin, die mittlerweile als Handballtrainerin tätig ist.
Bremmer spielte in den Niederlanden für Hellas Den Haag, mit der sie an der EHF Champions League teilnahm. Zwischen 2006 und 2008 stand die 1,73 Meter große Kreisspielerin beim deutschen Bundesligisten HSG Blomberg-Lippe unter Vertrag. Im Sommer 2008 wechselte sie zu Borussia Dortmund. In der Saison 2008/2009 war sie die erfolgreichste Feldtorschützin ihres Vereins sowie die beste Kreisläuferin der Liga. In der Saison 2010/11 spielte Bremmer bei der DJK/MJC Trier, bevor sie im Jahr darauf zur HSG Bad Wildungen wechselte. Hier wurde sie in der zweiten Saison zur torgefährlichsten Kreisläuferin der Bundesliga gewählt und belegte in der Bundesliga-Saison 2012/13 mit 112 Treffern Platz 12 der Torschützenliste nach der Hauptrunde. Sie warf am 7. Juni 2013 gegen Allensbach 18 Tore in einem Spiel. Für das Jahr 2013 wurde sie von der Zeitung WLZ/FZ zur Sportlerin des Jahres nominiert. Neben ihrer Tätigkeit als Spielerin wurde sie im Januar 2014 zur Co-Trainerin der HSG Bad Wildungen Vipers befördert. In der Saison 2013/14 gelang ihr mit Bad Wildungen der direkte Wiederaufstieg in die 1. Bundesliga. In derselben Saison wurde sie mit 228 Treffern und 9,1 Tore/Spiel beste Torschützin der Liga. Im Mai 2014 gab Bremmer ihre Schwangerschaft bekannt. Infolgedessen pausiert die Niederländerin als aktive Spielerin. In der Bundesligasaison 2014/2015 betreute sie die Bad Wildungen Vipers zum ersten Mal als Cheftrainerin. Aufgrund ihrer Dreifachbelastung als Bundesligatrainerin, des A-Lizenz Studiums und ihrer Schwangerschaft, wurde sie von der Sport Bild in der Ausgabe 43 des Jahrgangs 2014 zum „Mensch der Woche“ gekürt und in einer Doppelseite vorgestellt. Im November 2014 brachte sie eine Tochter zur Welt. In ihrer ersten Saison als Cheftrainerin (2014/15), in der sie selbst noch als Spielerin aktiv war, erreichte sie auf Anhieb mit Platz 10 der 1. Bundesliga das beste Ergebnis der Vereinsgeschichte. Anschließend war Bremmer noch als Trainerin bei der HSG tätig. Im März 2020 gab sie für die Vipers ihr Comeback. Im Januar 2024 endete ihr Engagement bei der HSG Bad Wildungen.
Bremmer absolvierte 36 Länderspiele für die Niederlande, in denen sie 41 Treffer erzielte.